# 濱中博久
濱中 博久（はまなか ひろひさ、1952年9月30日 - ）は、NHKの元エグゼクティブアナウンサー。現在はフリーアナウンサー、NHKシニアスタッフ。

## 人物
京都市立紫野高等学校を経て東京都立大学卒業後、1977年入局。
NHKスペシャルやハイビジョン特集など多数のドキュメンタリーのナレーションで長年活躍している。近年は文芸作品の朗読にも幅を広げ、宮本輝の短編作品「蝶」を読んだ「ラジオ文藝館」は、2007年ギャラクシー選奨を受賞。2008年はラジオ深夜便の源氏物語千年紀朗読特集で、田辺聖子の「新源氏物語」を朗読した（女性アナウンサーと分担朗読）。
健康番組やジャズや短歌など様々な番組で司会を務めた。
2012年60歳定年。現在もNHKの番組に出演するほか、2013年からフリーアナウンサーとしても活動している。

## 現在の担当番組
- NHKスペシャル（ナレーション、地方局勤務時も東京発の番組を担当）。
- セッション（パーソナリティ）
- 東京JAZZ
- 中川翔子のマニア★まにある（ナレーション、BS日テレ）（2013年4月6日〜）

## 過去の担当番組
松江局時代
- FMリクエストアワー

放送センター時代
- 歴史発見（1992年4月〜1994年3月）
- ラジオあさいちばん（2008年4月〜2010年3月）
- そりゃあんまりだ!（司会）
- 見える歴史（ナレーション）
- プロジェクトJAPAN（ナレーション）
- きょうの健康（司会）（2011年4月～2015年3月）
- NHK短歌（司会）（2010年4月～2015年3月）

大阪局時代
- ぐるっと関西プラス（2005年4月〜2006年3月）
- もっともっと関西（2006年4月〜2007年11月1日、メインキャスター）
- ことばてれび
- 戦後史証言PROJECT  日本人は何をめざしてきたのか  未来への選択
  - 第1回  高齢化社会  医療はどう向き合ってきたのか（サブナレーション・2015年7月4日）
  - 第4回  格差と貧困  豊かさを求めた果てに（サブナレーション・2015年7月25日）
- 関西のニュース

## その他
- 1992年～1993年頃に担当していた番組「歴史発見」に出演した杉浦日向子に誘われて、蕎麦屋好きの集まり「ソバ好き連」（ソ連）に参加した。